# Tałuć
Tałuć (biał. Талуць; ros. Талуть) – wieś na Białorusi, w obwodzie mińskim, w rejonie wilejskim, w sielsowiecie Lubań.

## Historia
W czasach zaborów wieś i folwark w gminie Iżą, w powiecie wilejskim, w guberni wileńskiej Imperium Rosyjskiego. W 1866 roku wieś liczyła 215 mieszkańców w 20 domach, folwark zaś 28 mieszkańców i 1 dom. W folwarku działała gorzelnia i młyn wodny.
W latach 1921–1945 wieś i kolonia (wcześniej folwark) leżały w Polsce, w województwie wileńskim, w powiecie wilejskim, w gminie Iża, od 1 kwietnia 1932 w gminie Kurzeniec.
Według Powszechnego Spisu Ludności z 1921 roku zamieszkiwało:
- wieś – 257 osób, wszystkie były wyznania prawosławnego i zadeklarowały białoruską przynależność narodową. Były tu 43 budynki mieszkalne[4]. W 1931 w 58 domach zamieszkiwało 287 osób[5].
- kolonię – 46 osób, 24 były wyznania rzymskokatolickiego a 22 prawosławnego. Jednocześnie 24 mieszkańców zadeklarowało polską a 22 białoruską przynależność narodową. Było tu 7 budynków mieszkalnych[4]. W 1931 w 2 domach zamieszkiwało 15 osób[5].

Wierni należeli do parafii rzymskokatolickiej w Kurzeńcu i prawosławnej w Uźle. Miejscowość podlegała pod Sąd Grodzki w Wilejce i Okręgowy w Wilnie; właściwy urząd pocztowy mieścił się w Iży.
W wyniku napaści ZSRR na Polskę we wrześniu 1939 miejscowość znalazła się pod okupacją sowiecką. 2 listopada została włączona do Białoruskiej SRR. Od czerwca 1941 roku pod okupacją niemiecką. W 1944 miejscowość została ponownie zajęta przez wojska sowieckie i włączona do Białoruskiej SRR.
Od 1991 w składzie niepodległej Białorusi.